# Fert
Fert is een Italiaans historisch merk van motorfietsen.
De firmanaam was: Ferruccio Calamida, Milano.
Calamida begon in 1926 met de productie van motorfietsen die onder de merknaam "Fert" in de handel werden gebracht. De machines hadden door het bedrijf zelf ontwikkelde 173cc-kopklepmotoren die in een conventioneel frame werden gemonteerd. Tot een grote bekendheid kwam het niet en de productiecijfers bleven laag. In 1929 verdween het merk van de markt.